# The Mamas
A The Mamas egy svéd soul-gospel együttes, akik 2020-ban a Move című dalukkal képviselték volna Svédországot az Eurovíziós Dalfesztiválon. Korábban 2019-ben John Lundvik vokalistájaként szerepeltek Tel-Avivban a versenyen.

## Történet
Az együttes 2020-ban részt vett a svéd eurovíziós nemzeti válogatóban, a Melodifestivalenben. Először a február 1-ji Linköpingben megrendezett első elődöntőben léptek fel, ahonnan egyenesen a döntőbe jutottak. A március 7-i döntőben a nemzetközi zsűri listáján második, míg a közönségnél első helyezést érték el 137 ponttal, így megnyerték a műsort, és a fődíjat, hogy ők képviseljék Svédországot a 2020-as Eurovíziós Dalfesztiválon Rotterdamban. A dalt az előzetes sorsolás alapján először a május 12-i első elődöntő első felében adták volna elő, azonban március 18-án az Európai Műsorsugárzók Uniója bejelentette, hogy 2020-ban nem tudják megrendezni a versenyt a COVID–19-koronavírus-világjárvány miatt. December 1-jén az SVT bejelentette, hogy a The Mamas bekerült a következő évi Melodifestivalen mezőnyébe. "In the Middle" című dalukkal a negyedik elődöntőben szerepeltek február 27-én, ahonnan ismét automatikusan a döntőbe jutottak tovább.

## Tagok
- Ashley Haynes (2019–)
- Loulou Lamotte (2019–)
- Dinah Yonas Manna (2019–)
- Paris Renita (2019)

## Diszkográfia

### Nagylemezek
- Tomorrow Is Waiting (2020)
- All I Want for December (2020)

### Kislemezek
- Move (2020)
- Let It Be (2020)
- Touch the Sky (2020)
- A Christmas Night to Remember (2020)
- In the Middle (2021)